# LST-7 (戦車揚陸艦)
LST-7 (USS LST-7)は、第二次世界大戦中にアメリカ海軍が運用したLST-1級戦車揚陸艦である。

## 艦歴
LST-7は、1942年7月17日にアメリカ・ペンシルバニア州ピッツバーグのドラヴォ・コーポレーションが起工し、10月31日に進水、1943年3月2日にアメリカ海軍へ就役した。
第二次世界大戦では、LST-7はヨーロッパ戦線に従事し、1943年7月のハスキー作戦、9月のアヴァランチ作戦、そして1944年6月のノルマンディー上陸作戦に参加した。
LST-7は1946年6月19日に除籍された後、1947年10月3日にアメリカ・サウスカロライナ州チャールストンのルイス・グリーン・ジュニアにスクラップとして売却された。